# Hans Magnus Melin
Hans Magnus Melin (født 14. september 1805 i Vemmerlöf Sogn i Skåne, død 17. november 1877 i Lund) var en svensk teolog.
1822 kom han som student til Universitetet i Lund og beskæftigede sig her både med klassisk filologi og botanik; ved den berømte magisterpromotion 1829, hvor Tegnér laurbærkronede Oehlenschläger, var han magister primus, men i de følgende år vendte han sig fra de græske sprogstudier mere og mere til teologien; 1834 blev han udnævnt til docent i bibelsk eksegese og 1838 præsteviet.
Navnkundig blev han ved sine Föreläsningar öfver Jesu lefverne (holdt i efterårssemestret 1841, udgivne i 4 bind 1842—51; 3. oplag i 2 bind, 1872), som var rettede mod D.F. Strauss’ Leben Jesu, og bidrog meget til, at den tyske forskers anskuelser ikke fik nogen synderlig udbredelse i Sverige. 1841—42 redigerede han sammen med E.G. Bring "Theologisk quartalskrift".
1844 udnævntes han til teologisk adjunkt ved universitetet, 1847 opnåede han professoratet i praktisk teologi, som han dog straks ombyttede med en lærestol i bibelsk eksegese, og 1865 blev han første teologiske professor og domprovst; 1866 indvalgtes han som medlem af det svenske Akademi. Fra 1861 havde han sæde i bibelkommissionen.
Større betydning end hans arbejde her fik den bibeloversættelse med forklarende noter, som han selv udgav: Den heliga skrift, i beriktigad öfversättning och med förklarande anmärkningar (1858—65; nyt forkortet oplag 1875—78; senere flere billige folkeudgaver). En frugt af hans filologiske lærdom var Hand-Lexikon öfver grekiska språket (2 bind 1845—53); endelig har han også udgivet en oversættelse af 2. del af Goethes Faust (1872).